# Geolibertarianizmus
A geolibertarianizmus olyan politikai ideológia, amelyik igyekszik összeegyeztetni a libertarianizmust a geoizmussal. A geoizmust megalkotója, Henry George nyomán georgizmusnak is hívják. A geolibertáriusok szerint, a geoisták nyomán, minden föld közös tulajdon, amihez mindenkinek egyenlő joga van, ezért annak használatáért az egyéneknek adót kell fizetniük a közösség javára. Nem a puszta használatért kell fizetni, hanem azért a jogért, hogy másokat kizárhassanak a használatból, és hogy a kormányzat ezt a jogukat megvédje. Ugyanakkor egyetértenek a libertáriusokkal abban, hogy mindenkinek kizárólagos joga van a munkája gyümölcséhez, azt nem gyűjtheti be kollektívan az állam, és meg sem adóztathatja sem a munkát, sem a munkabért, sem a megtermelt javakat. A geolibertáriusok a hagyományos libertáriusokkal együtt teljes mértékben védik az egyéni emberi jogokat, semmilyen egyéni cselekményt sem tekintve bűncselekménynek, amíg annak másik áldozata nincs. A földhasználati díjat értékalapú földadó formájában szednék be a közösség javára. Miután ez lenne az egyedüli adó, single taxer-eknek is hívják őket. A geolibertarianizmus nevet Fred E. Foldvary találta ki.
A geoanarchizmus a geolibertarianizmus önkéntes formája, ahol az adót magánegyesületek szednék be az egyesületből való kilépési lehetőséggel - így lemondva az egyesület szolgáltatásairól.
A zöld libertarianizmus a geolibertarianizmus alkalmazása a zöld mozgalomban.